# Nawa (Elfenbeinküste)
Nawa ist eine Verwaltungsregion der Elfenbeinküste im Distrikt Bas-Sassandra mit der Hauptstadt Soubré.
Laut Zensus 2014 leben in der Region 1.053.084 Menschen.
Die Region ist in die Départements Buyo, Guéyo, Méagui und Soubré eingeteilt.